# タフェアFC
タフェアFC（Tafea Football Club）は、バヌアツの首都・ポートビラに本拠地を置くサッカークラブである。ポートビラ・フットボールリーグに所属している。
リーグが創設された1994年から2009年にかけて、リーグ15連覇という世界記録を達成している。また、2000-01シーズンのオセアニアクラブ選手権・決勝でオーストラリアのウーロンゴン・ウルブスFCに0-1で敗れたが、バヌアツ勢としては初の準優勝を果たした。

## タイトル

### 国内タイトル
- VFFチャンピオンズリーグ（英語版）：4回
  - 2005, 2009, 2013, 2014

- ポートビラ・フットボールリーグ：16回
  - 1994, 1995, 1996, 1997, 1998, 1999, 2000, 2001, 2002, 2003, 2004, 2005, 2006, 2007, 2008–09, 2018-19

### 国際大会の成績
- オセアニアクラブ選手権 - 2000-01（準優勝）

## 歴代所属選手
- リチャード・イワイ 2000-02, 2006-07